# Emil Noeggerath
Emil Oscar Jacob Bruno Noeggerath (* 5. Oktober 1827 in Bonn; † 3. Mai 1895 in Wiesbaden) war ein deutscher Gynäkologe.

## Herkunft
Seine Eltern waren der Geologe Jacob Nöggerath (* 10. Oktober 1788; † 13. September 1877) und dessen erste Ehefrau Josephine Primavesi verwitwete Herter († 1829).

## Leben
Er immatrikulierte sich 1848 in Bonn und wurde dort 1852 promoviert. Danach war er mehrere Jahre lang Hilfsarzt an der Bonner Frauenklinik unter Kilian. Er siedelte 1856 nach New York über, wo er als Gynäkologe zu großem Ansehen kam. Eigentlich sollte er den Lehrstuhl für Geburtshilfe am neugegründeten Medical College in St. Louis übernehmen, aber als er ankam, war das College bereits bankrott. So wurde er in New York Arzt der gynäkologischen Station am dortigen deutschen Hospital. Ferner hatte er eine Zeit lang die Professur der Gynäkologie am Medical College inne. Um 1885 verließ Noeggerath New York und zog nach Wiesbaden, wo er am 3. Mai 1895 starb.
Noeggerath hat einige Neuerungen in die Gynäkologie eingeführt. Er erweiterte die Untersuchungsmethoden, die chirurgische Technik, die Verwendung der Elektrolyse und Elektrokaustik in der Therapie, sowie die Vervollkommnung der Ovariotomie. Er veröffentlichte in deutschen und amerikanischen Journalen.
Mit Abraham Jacobi gab er 1859 eine übersichtliche Darstellung des damaligen Standes der Lehre von den Frauen- und Kinderkrankheiten heraus. Zusammen mit Jacobi gründete er 1868 The American Journal of Obstetrics.
Eine seiner letzten selbständig erschienenen Schriften ist betitelt: Beiträge zur Structur und Entwickelung des Carcinoms (1892). Auch durch seine Arbeit Über latente Gonorrhoe und deren Einfluss auf die Fruchtbarkeit der Frauen mit einer Beschreibung der gonorrhoischen Adnexerkrankungen hat er sich große Verdienste erworben.

## Schriften (Auswahl)
- Spicilegium casuum nonnullorum polypi nasi et pharyngis qui in clinico chirurgico Bonnensi novissimis annis observati sunt: addita descriptione methodi novae ad exstirpandum polypum pharyngis. Digitalisat
- The Vesico-vaginal and vesico-rectal touch. 1869 Digitalisat
- Die latente Gonorrhoe im weiblichen Geschlecht. In: Transact. of Am. Gynaecol. Soc. (Boston) 1877. Digitalisat
- mit Abraham Jacobi: Contributions to Midwifery, and Diseases of Women and Children. Digitalisat

## Familie
Er heiratete seine Nichte Rolanda Noeggerath (1846–1939). Das Paar hatte fünf Kinder, darunter:
- Carl Noeggerath (* 4. Juni 1876 in New York; † 5. Juni 1952), Professor für Kinderheilkunde
- Jacob Emil Noeggerath (1877–1939), Ingenieur.
- Marie Noeggerath (1880–1950), Übersetzerin ⚭ Kurt Bertels († 1910), Archäologe
- Felix Noeggerath (* 4. Februar 1885 in New York; † 29. April 1960 in München), Schriftsteller ⚭ (4) 1952 Marga(rete) Bauer, später Marga Noeggerath-Bauer